# Шварцман, Арон
Арон Шварцман (исп. Arón Schvartzman; также встречаются написания Aarón Schvartzman и Aron Schwartzman, 2 декабря 1908, Хенераль-Пико — 15 января 2013, Буэнос-Айрес) — аргентинский шахматист еврейского происхождения, национальный мастер.
Врач по профессии.
Бронзовый призер чемпионатов Аргентины 1933, 1935, 1936 гг. (занимал или делил 3-и места в «Главных турнирах»).
Главных спортивных достижений добился в чемпионатах Южной Америки. В 1934 г. стал победителем, а в 1936 г. — серебряным призером такого соревнования.
С 1931 по 1948 гг. удерживал титул чемпиона Аргентинского шахматного клуба в Буэнос-Айресе.
В 1949 г. отошел от активной игры и сосредоточился на основной работе.
Из его редких возвращений к шахматам заслуживает особого упоминания так называемые «матчи столетних», состоявшиеся в 2005 и 2009 гг.: Шварцман играл показательные партии с другим ветераном аргентинских шахмат Ф. Бенко.

## Спортивные результаты
| Год  | Город                   | Соревнование                           | + | − | = | Результат | Место |
| ---- | ----------------------- | -------------------------------------- | - | - | - | --------- | ----- |
| 1933 | Буэнос-Айрес            | Чемпионат Аргентины («Главный турнир») |   |   |   |           | 3     |
| 1934 | Мар-дель-Плата          | Чемпионат Южной Америки                | 9 | 1 | 3 | 10½ из 13 | 1     |
| 1935 | Буэнос-Айрес            | Чемпионат Аргентины («Главный турнир») |   |   |   |           | 3     |
| 1936 | Мар-дель-Плата          | Чемпионат Южной Америки                | 8 | 1 | 6 | 11 из 15  | 2     |
|      | Буэнос-Айрес / Санта-Фе | Чемпионат Аргентины («Главный турнир») |   |   |   |           | 3—5   |
| 1937 | Буэнос-Айрес / Некочеа  | Чемпионат Аргентины («Главный турнир») |   |   |   |           | 4—6   |